# Glomerulopatia a lesioni minime
La glomerulopatia a lesioni minime  (o in lingua inglese minimal change disease, MCD) è una patologia idiopatica del rene, frequente in età pediatrica, che causa sindrome nefrosica selettiva.

## Epidemiologia
La MCD è responsabile del 70-90% dei casi di sindrome nefrosica in età pediatrica > 1 anno e del 10-15% dei casi in età adulta. L'incidenza annuale della patologia nei bambini è stimata in circa 5-10casi su 100 000, con un picco di incidenza tra i due e otto anni di età. La malattia è ubiquitaria sebbene si presenti con maggiore frequenza nel sud est asiatico e nel sub continente indiano rispetto ai paesi europei.
Dopo la pubertà, è causata da un cambiamento minimo della malattia circa la metà delle volte. Tra i bambini piccoli, i ragazzi sembrano avere maggiori probabilità di sviluppare una malattia a lesioni minime rispetto alle ragazze (circa 2: 1).

## Anatomia Patologica
Al microscopio ottico i glomeruli appaiono normali e anche in immunofluorescenza non si riscontrano anomalie se non occasionalmente IgM nel mesangio. La microscopia elettronica consente di riscontrare una perdita dei pedicelli dei podociti e dunque un indebolimento della membrana glomerulare. Le cellule dei tubuli prossimali invece appaiono vacuolate per via dell'aumentato assorbimento di lipoproteine che sono state precedentemente perse dal glomerulo; da qui il nome nefrosi lipoidea.

## Sintomi e segni
I pazienti con MCD presentano edema, ipoalbuminemia, proteinuria selettiva (quasi esclusivamente albumina) e sedimenti urinari acellulari.Possono essere presenti ipertensione, sintomi allergici, microematuria, leggera o moderata riduzione della velocità di filtrazione glomerulare.La prima manifestazione clinica,specie nel bambino, resta comunque l'edema che spesso si manifesta al volto e successivamente si estende ad altri distretti corporei (borsa scrotale,arti inferiori). Estremamente raro l'interessamento del pericardio con versamento.La pressione arteriosa nella maggior parte dei casi si mantiene nel range della normalità sebbene si passano osservare alterazioni del ritmo circadiano (profilo non-dipper).La presenza di sindrome nefrosica conclamata associata ad iperviscosità ematica,elevati livelli di fibrinogeno e bassi livelli di antitrombina III può favorire la comparsa di ipercoagulabilità e infezioni.

## Patogenesi
La patogenesi è probabilmente immunologica, dovuta forse ad una citochina secreta dai linfociti T: ciò è confermato dal fatto che spesso la malattia segue a vaccinazioni, allergie, uso di farmaci antinfiammatori non steroidei o al linfoma di Hodgkin e che la remissione è spesso indotta dall'uso di steroidi. Esiste anche una causa genetica associata alla mutazione della nefrina; un recettore glomerulare per le immunoglobuline situato sul cromosoma 19, da cui deriva una forma congenita della malattia conosciuta come tipo finlandese.Nella maggior parte dei casi la patologia resta comunque idiopatica.

### Proteinuria
La causa e la patogenesi della patologia non sono chiare ed è attualmente considerata idiopatica. Tuttavia, non sembra implicata la deposizione di molecole del complemento o immunoglobuline. Piuttosto, si ritiene che un'alterata risposta immunologica mediata dalle cellule T con secrezione anormale di linfochine da parte delle cellule T modifichi la membrana basale glomerulare, in particolare i podociti, aumentando la permeabilità. Ciò consente la fuoriuscita di albumina e altre proteine sieriche nelle urine. Inoltre, l'esatta citochina responsabile non è ancora stata chiarita.  IL-12, IL-18 e IL-13 sono state maggiormente studiate in questo senso, ma nessuna può chiaramente essere definita responsabile della patologia.
Si è discusso del coinvolgimento delle cellule B nella sindrome nefrosica, in particolare la malattia a cambiamento minimo dovuta al successo dell'immunoterapia che ha come bersaglio sia le cellule B che le cellule T, i marcatori aumentati per l'attivazione delle cellule B durante una ricaduta della malattia a cambiamento minimo e le alterazioni nella sub cellula B classi durante la remissione della malattia con minimo cambiamento. Tuttavia, considerando che non si nota alcuna deposizione di immunoglobuline sulla biopsia renale, è possibile che le cellule B svolgano un ruolo secondario nell'attivazione delle cellule T che portano alla malattia, il che spiegherebbe l'efficacia degli immunosoppressori che hanno come target le cellule B.

### Edema
Quando l'albumina viene escreta nelle urine, la sua concentrazione sierica (di sangue) diminuisce. Di conseguenza, la pressione oncotica plasmatica si riduce rispetto al tessuto interstiziale. Il successivo movimento di liquido dal compartimento vascolare al compartimento interstiziale si manifesta come gonfiore dei tessuti molli indicato come edema. Questo fluido si raccoglie più comunemente nei piedi e nelle gambe, in risposta alla gravità, in particolare nei soggetti con le valvole mal funzionanti. Nei casi più gravi, il fluido può spostarsi nella cavità peritoneale (addome) e causare ascite. A causa del liquido in eccesso, le persone con una malattia a cambiamento minimo spesso aumentano di peso, poiché stanno espellendo meno acqua nelle urine e sperimentano affaticamento.

## Diagnosi
Poiché la malattia a lesioni minime causa la sindrome nefrosica, la diagnosi prevede la ricerca di una combinazione di edema, elevate quantità di proteine nelle urine, bassa albumina e colesterolo sierico elevato. I test diagnostici iniziali devono includere un'analisi delle urine, test di funzionalità renale, livello sierico di albumina e il profilo lipidico. Quantità microscopiche di sangue sono presenti nelle urine del 10-30% degli adulti con MCD.
Poiché l'MCD è il tipo più comune di sindrome nefrosica nei bambini, la biopsia renale non viene di solito eseguita nei bambini di età inferiore ai 10 anni, a meno che non ci siano delle caratteristiche insolite per la malattia (ipertensione, sangue nelle urine, disfunzione renale) e se non rispondono alla terapia con corticosteroidi. Questo caso suggerirebbe che potrebbe non trattarsi di una malattia a lesioni minime. Negli adulti, è necessaria una biopsia renale in quanto esiste uno spettro di diagnosi differenziali molto più ampio per la sindrome nefrosica. Come suggerisce il nome, la biopsia renale di un paziente con una malattia a cambiamento minimo mostrerebbe un'evidenza minima o nulla di malattia alla microscopia ottica, l'unico caso tra le cause di sindrome nefrosica.

## Terapia

### Bambini
La patologia risponde bene ai corticosteroidi (soprattutto prednisone e prednisolone). Nel bambino la risposta al trattamento steroideo costituisce un importante criterio di diagnosi differenziale: in un bambino con sindrome nefrosica che non regredisce dopo 8 settimane di trattamento, molti autori consigliano di eseguire una biopsia renale per escludere la possibilità di altre glomerulonefriti responsabili del quadro clinico. Insieme alla terapia con corticosteroidi, la gestione sintomatica in acuto comporta una restrizione dell'apporto di sale e liquidi per controllare l'edema. I pazienti pediatrici hanno una più alta probabilità di andare incontro a recidive rispetto agli adulti, le recidive sono però più resistenti alla terapia.

### Adulti
Gli adulti nella maggior parte dei casi necessitano di un trattamento di 24 settimane per ottenere la remissione.  In alcuni casi, tuttavia, anche nella glomerulopatia a lesioni minime può rendersi necessario l'uso di immunosoppressori come la ciclofosfamide, il clorambucile o il tacrolimus. Non sono generalmente necessar gli ACE-inibitori per ridurre la quantità di proteine nelle urine o le statine per ridurre i livelli elevati di colesterolo osservati di solito con la sindrome nefrosica.  Gli ACE-inibitori possono essere considerati nelle persone con MCD che hanno anche la pressione alta. In una piccola percentuale di pazienti questa malattia può evolvere in glomerulosclerosi segmentaria focale, patologia a prognosi meno favorevole, spesso associata a progressiva insufficienza renale.